# Arctia tripunctata
Arctia tripunctata är en fjärilsart som beskrevs av Statt. 1934. Arctia tripunctata ingår i släktet Arctia och familjen björnspinnare. Inga underarter finns listade i Catalogue of Life.